# Monte Castello di Vibio
Monte Castello di Vibio là một đô thị ở Tỉnh Perugia trong vùng Umbria, có khoảng cách khoảng 30 km về phía nam của Perugia. Tại thời điểm ngày 31 tháng 12 năm 2004, đô thị này có dân số 1.663 người và diện tích là 31,9 km².
Đô thị Monte Castello di Vibio có các frazioni (các đơn vị cấp dưới, chủ yếu là các làng) Doglio and Madonna del Piano.
Monte Castello di Vibio giáp các đô thị: Fratta Todina, San Venanzo, Todi.